# Momoiro Clover Z
Momoiro Clover Z (яп. ももいろクローバーZ, латиніз.: Momoiro Kurōbā Zetto, досл. «рожева конюшина Z»), також відомі під назвами MCZ або Momoclo— японський жіночий ідол поп-гурт з міста Токіо. Був заснований у 2008. Відомий своїми енергійними та видовищними виступами з елементами балету, гімнастики та трюків. MCZ стали першим жіночим гуртом, що провів сольний концерт на Японському Національному Стадіоні в Токіо. Окрім того, гурт записав саундтреки до відомих аніме, таких як Sailor Moon, Dragon Ball, and Pokémon.

## Склад

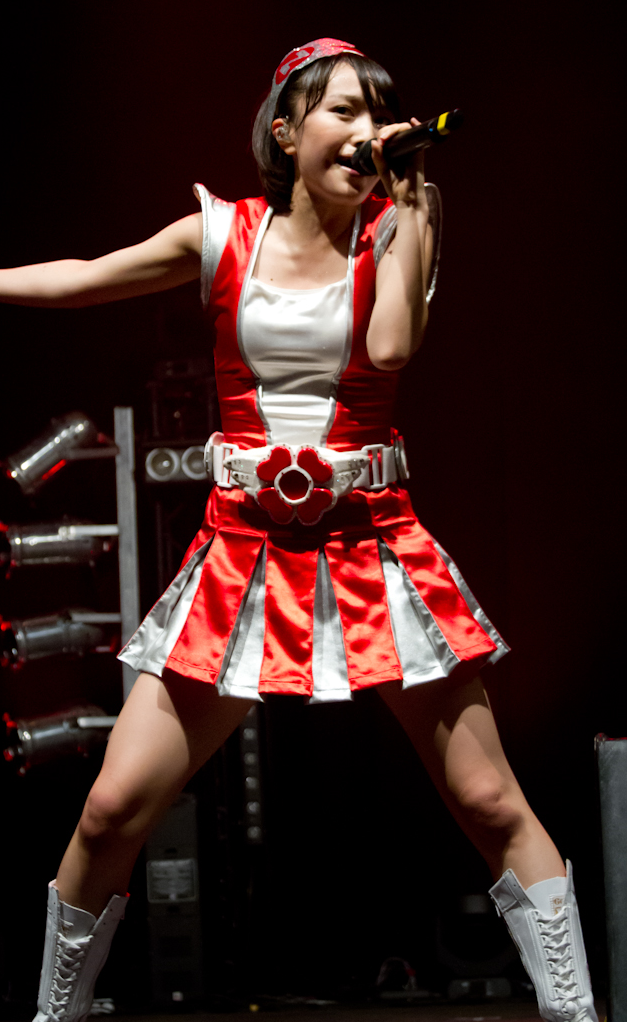
Канако Момота

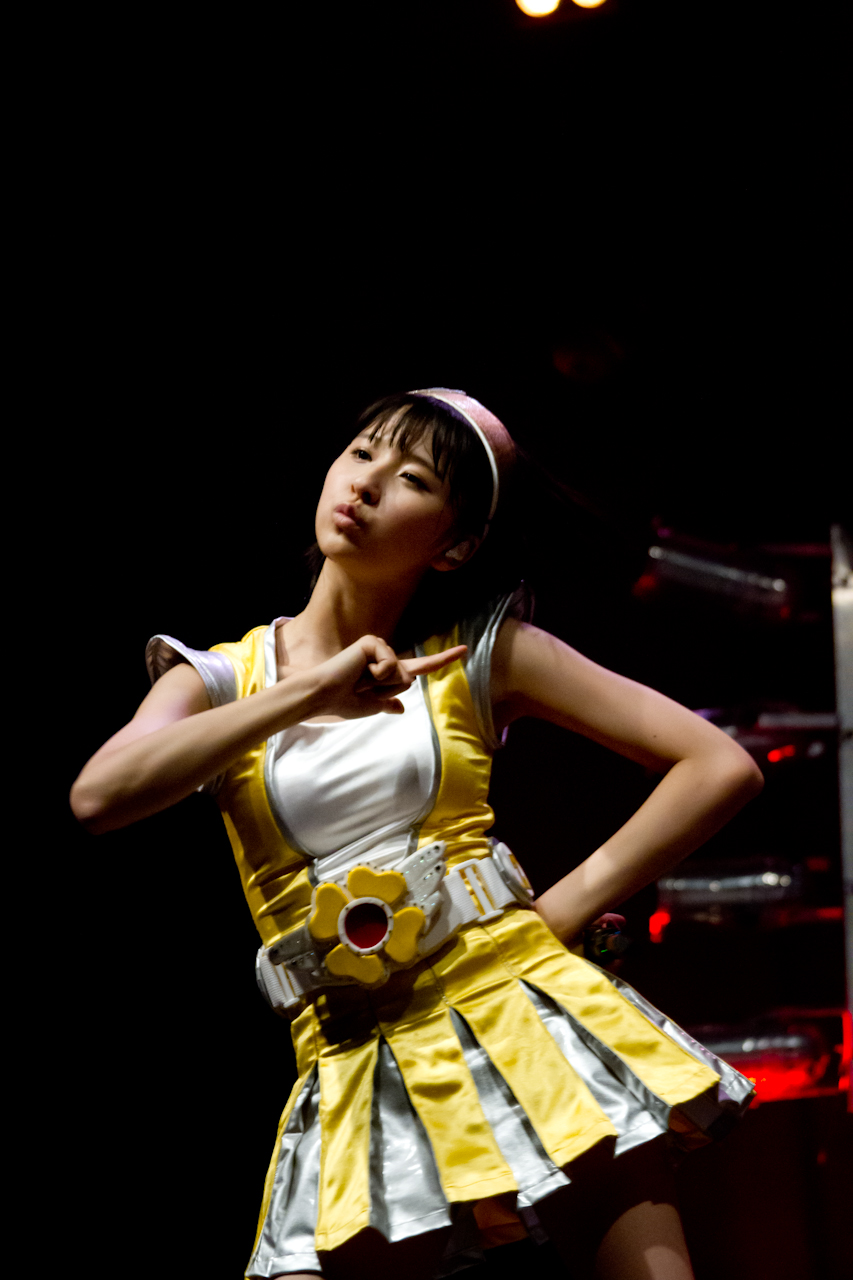
Сіорі Тамаі

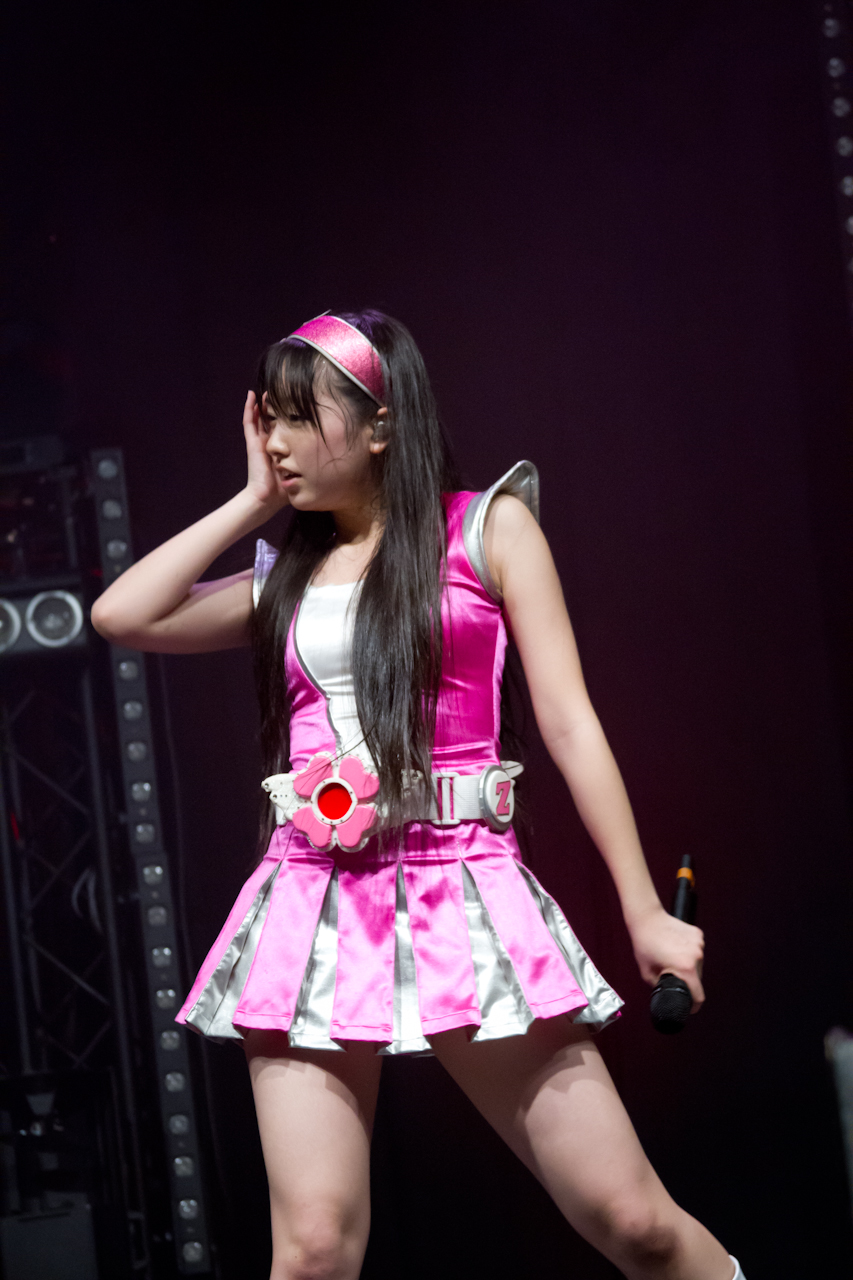
Аяка Сасакі

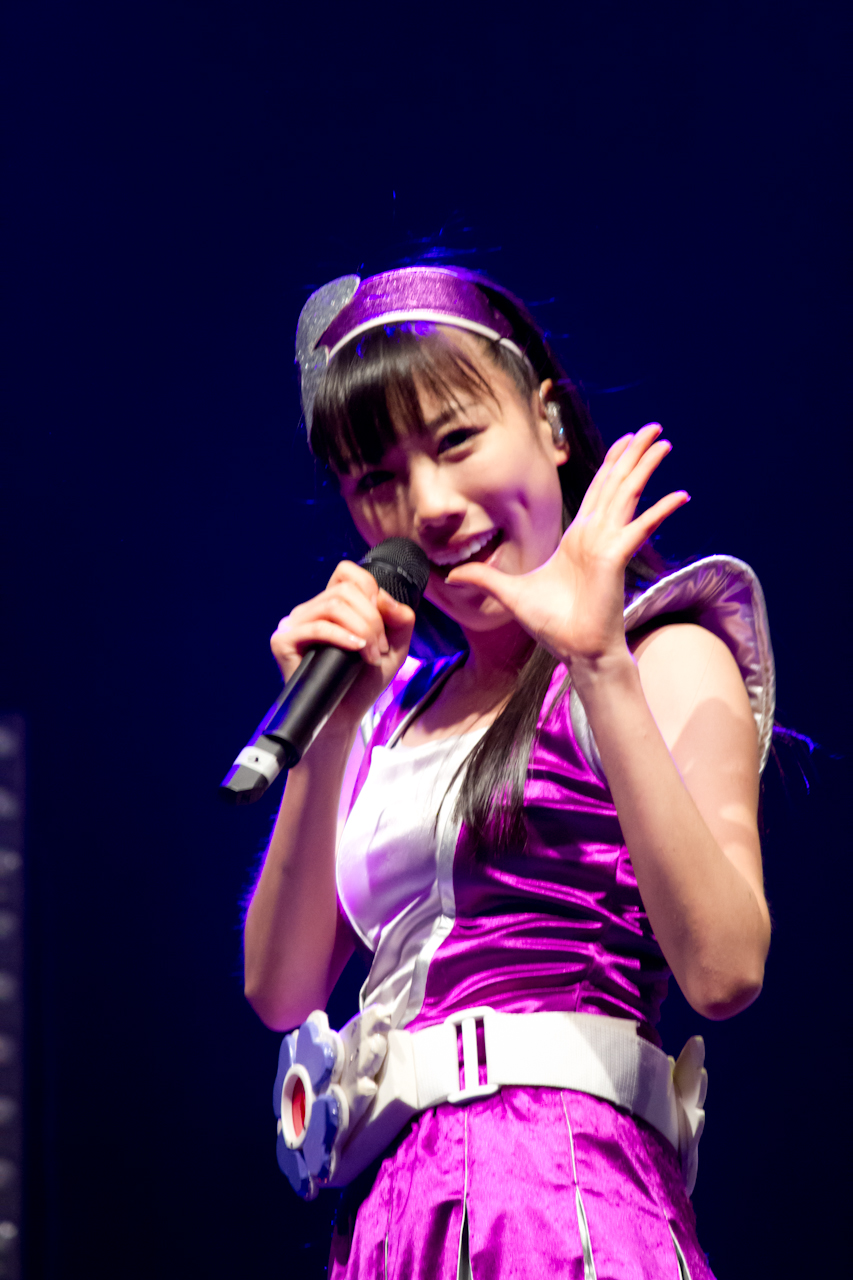
Рені Такаґі

| Ім'я                                           | Дата народження           | Колір      | Примітки              |
| ---------------------------------------------- | ------------------------- | ---------- | --------------------- |
| Канако Момота (яп. 百田 夏菜子, Momota Kanako) | 12 липня 1994 (30 років)  | Червоний   | Лідерка               |
| Сіорі Тамаі (яп. 玉井 詩織, Tamai Shiori)      | 4 червня 1995 (30 років)  | Жовтий     | Зменшене ім'я: Сіорін |
| Аяка Сасакі (яп. 佐々木 彩夏, Sasaki Ayaka)    | 11 червня 1996 (28 років) | Рожевий    | Зменшене ім'я: Арін   |
| Рені Такаґі (яп. 高城 れに, Takagi Reni)       | 21 червня 1993 (31 рік)   | Пурпуровий | Колишня лідерка       |

### Колишні учасниці

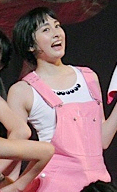
Акарі Хаямі

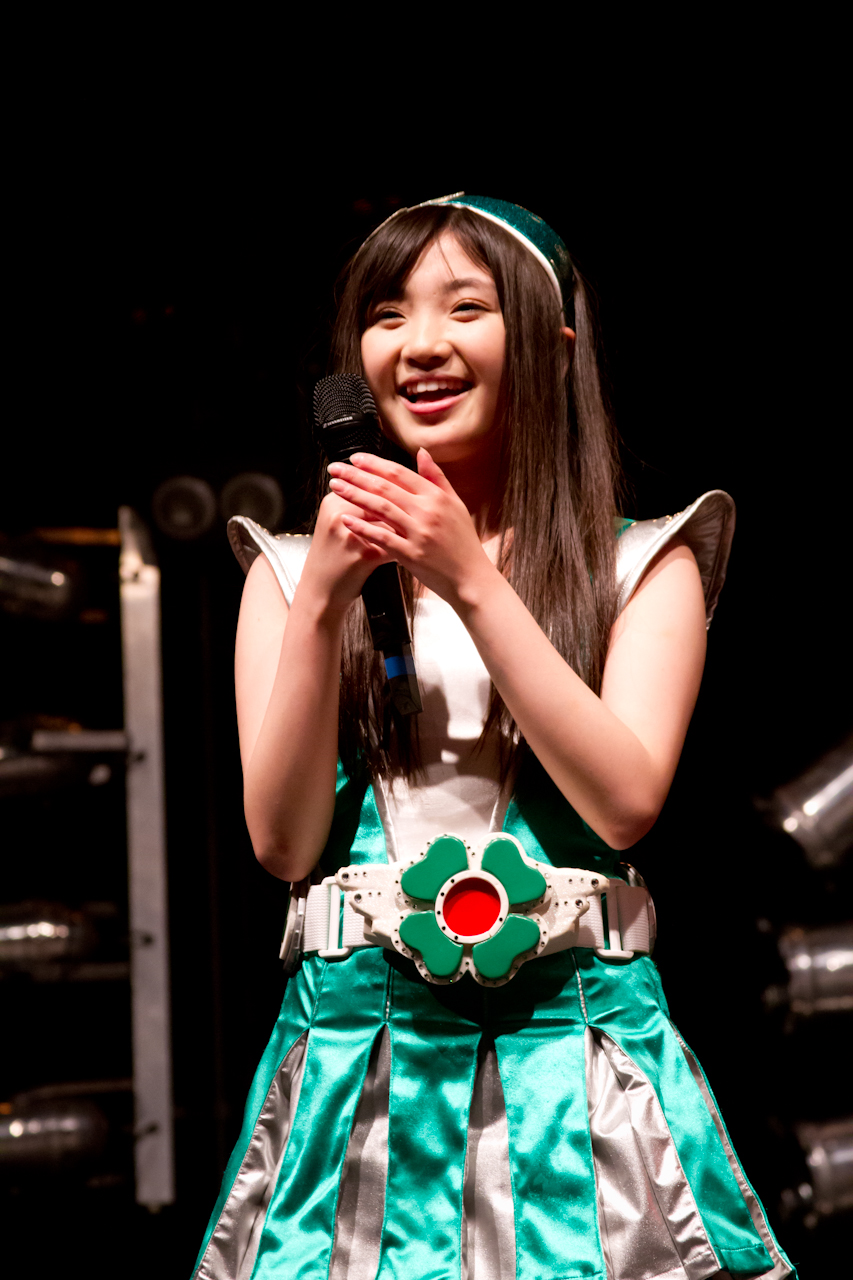
Момока Аріясу

| Ім'я                                          | Дата народження            | Колір   | Примітки              |
| --------------------------------------------- | -------------------------- | ------- | --------------------- |
| Акарі Хаямі (яп. 早見 あかり, Hayami Akari)   | 17 березня 1995 (30 років) | Синій   | Зменшене ім'я: Акарін |
| Момока Аріясу (яп. 有安 杏果, Ariyasu Momoka) | 15 березня 1995 (30 років) | Зелений |                       |

Інші
- Руна Юмікава (яп. 弓川 留奈, Yumikawa Runa, 4 лютого 1994)
- Цукіна Такаі (яп. 高井 つき奈, Takai Tsukina, 6 липня 1995)
- Мію Ваґава (яп. 和川 未優, Wagawa Miyū, 19 грудня 1993)
- Манамі Ікура (яп. 伊倉 愛美, Ikura Manami, 4 лютого 1994)
- Суміре Фудзісіро (яп. 藤白 すみれ, Fujishiro Sumire, 8 травня 1994)
- Юкіна Касіва (яп. 柏 幸奈, Kashiwa Yukina, 12 серпня 1994)

## Дискографія

### Сингли
| №              | Назва | Дата випуску      | Найвища позиція у хіт-парадах | Найвища позиція у хіт-парадах | Сертифікація (RIAJ) | Альбом                  |             |             |
| №              | Назва | Дата випуску      | Oricon Weekly Singles Chart   | Billboard Japan Hot 100       | Сертифікація (RIAJ) | Альбом                  |             |             |
| інді-сингли    | інді-сингли | інді-сингли       | інді-сингли                   | інді-сингли                   | інді-сингли         | інді-сингли             | інді-сингли | інді-сингли |
| -------------- | --- | ----------------- | ----------------------------- | ----------------------------- | ------------------- | ----------------------- | ----------- | ----------- |
| 1              | «Momoiro Punch» (яп. ももいろパンチ, Momoiro Panchi)                                                                | 5 серпня 2009     | 23                            | —                             |                     | Iriguchi no Nai Deguchi |             |             |
| 2              | «Mirai e Susume!» (яп. 未来へススメ！)                                                                              | 11 листопада 2009 | 11                            | —                             |                     | Iriguchi no Nai Deguchi |             |             |
| Мейджор-сингли | |                   |                               |                               |                     |                         |             |             |
| 1              | «Ikuze! Kaitō Shōjo» (яп. 行くぜっ！怪盗少女) - Перевидан 26 вересня 2012 як «Ikuze! Kaitō Shōjo ~Special Edition~» | 5 травня 2010     | 3 7*                          | 19 29*                        |                     | Battle and Romance      |             |             |
| 2              | «Pinky Jones» (яп. ピンキージョーンズ, Pinkī Jōnzu)                                                                 | 10 листопада 2010 | 8                             | 28                            |                     | Battle and Romance      |             |             |
| 3              | «Mirai Bowl / Chai Maxx» (яп. ミライボウル/Chai Maxx, Mirai Bōru / Chai Makkusu)                                    | 7 березня 2011    | 3                             | 12                            |                     | Battle and Romance      |             |             |
| 4              | «Z Densetsu: Owarinaki Kakumei» (яп. Z伝説 ～終わりなき革命～)                                                      | 6 липня 2011      | 5                             | 22                            |                     | Battle and Romance      |             |             |
| 5              | «D' no Junjō» (яп. D'の純情)                                                                                        | 6 липня 2011      | 6                             | 59                            |                     | Battle and Romance      |             |             |
| 6              | «Rōdō Sanka» (яп. 労働賛歌)                                                                                         | 23 листопада 2011 | 7                             | 13                            |                     | 5th Dimension           |             |             |
| 7              | «Mōretsu Uchū Kōkyōkyoku. Dai 7 Gakushō «Mugen no Ai»» (яп. 猛烈宇宙交響曲・第七楽章「無限の愛」)                   | 7 березня 2012    | 5                             | 2                             | Gold                | 5th Dimension           |             |             |
| 8              | «Otome Sensō» (яп. Z女戦争)                                                                                         | 27 червня 2012    | 3                             | 3                             | Gold                | 5th Dimension           |             |             |
| —              | «Nippon Egao Hyakkei» (яп. ニッポン笑顔百景) - Випущено під назвою групи Momoclo Tei Ichimon (яп. 桃黒亭一門)       | 5 вересня 2012    | 6                             | —                             |                     | —                       |             |             |
| 9              | «Saraba, Itoshiki Kanashimitachi yo» (яп. サラバ、愛しき悲しみたちよ)                                               | 21 листопада 2012 | 2                             | 1                             | Gold                | 5th Dimension           |             |             |
| 9              | «Gounn» (яп. GOUNN)                                                                                                 | 6 листопада 2013  |                               |                               |                     |                         |             |             |

* «Ikuze! Kaitō Shōjo ~Special Edition~» (яп. 行くぜっ！怪盗少女 ～Special Edition～) у 2012 році

### Альбоми
| № | Альбом | Позиція                    | Сертифікація (RIAJ) |
| № | Альбом | Oricon Weekly Albums Chart | Сертифікація (RIAJ) |
| - | --- | -------------------------- | ------------------- |
| 1 | Battle and Romance (яп. バトル アンド ロマンス, Batoru ando Romansu) - Дата випуску: 27 липня 2011 - Лейбл: Starchild / King Records (KICS-91678 (Limited A), KICS-91679 (Limited B), KICS-1678 (Regular)) | 3 2*                       | Gold                |
| 2 | 5th Dimension (яп. 5TH DIMENSION, Fifusu Dimenshon) - Дата випуску: 10 април 2013 - Лейбл: Starchild / King Records                                                                                        | 1                          | Platinum            |
| – | Iriguchi no Nai Deguchi (яп. 入口のない出口) - Компіляція всіх інді-пісень групи - Дата випуску: 5 червня 2013 - Лейбл: SDR (Stardust Records)                                                             | 2                          |                     |

* у 2013 році

## Відеографія

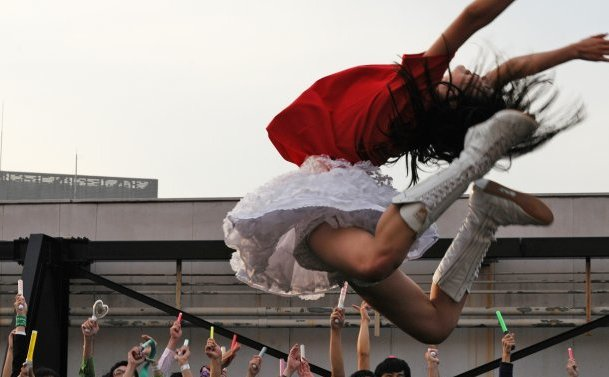
«Ikuze! Kaitō Shōjo»

| Сингл №        | Назва                                                                 | Офіційне відео на YouTube                                |
| Інді-сингли    | Інді-сингли                                                           | Інді-сингли                                              |
| -------------- | --------------------------------------------------------------------- | -------------------------------------------------------- |
| 1              | «Momoiro Punch»                                                       | дивитися [Архівовано 23 вересня 2013 у Wayback Machine.] |
| 2              | «Mirai e Susume!»                                                     | дивитися [Архівовано 4 жовтня 2013 у Wayback Machine.]   |
| Мейджор-сингли |                                                                       |                                                          |
| 1              | «Ikuze! Kaitō Shōjo»                                                  | дивитися [Архівовано 25 вересня 2013 у Wayback Machine.] |
| 2              | «Pinky Jones»                                                         | дивитися [Архівовано 26 вересня 2013 у Wayback Machine.] |
| 2              | «Coco Natsu» (яп. ココ☆ナツ)                                          |                                                          |
| 2              | «Kimi to Sekai» (яп. キミとセカイ)                                    |                                                          |
| 3              | «Mirai Bowl»                                                          | дивитися [Архівовано 31 липня 2013 у Wayback Machine.]   |
| 3              | «Chai Maxx»                                                           | дивитися [Архівовано 17 жовтня 2013 у Wayback Machine.]  |
| 4              | «Z Densetsu: Owarinaki Kakumei»                                       | дивитися [Архівовано 21 вересня 2013 у Wayback Machine.] |
| 5              | «D' no Junjō»                                                         | дивитися [Архівовано 22 вересня 2013 у Wayback Machine.] |
| 6              | «Rōdō Sanka»                                                          | дивитися [Архівовано 25 вересня 2013 у Wayback Machine.] |
| 6              | «Santa-san» (яп. サンタさん)                                          | дивитися [Архівовано 21 вересня 2013 у Wayback Machine.] |
| 7              | «Mōretsu Uchū Kōkyōkyoku. Dai 7 Gakushō „Mugen no Ai“»                | дивитися [Архівовано 21 серпня 2013 у Wayback Machine.]  |
| 8              | «Otome Sensō»                                                         | дивитися [Архівовано 11 серпня 2013 у Wayback Machine.]  |
| 8              | «PUSH»                                                                | дивитися [Архівовано 1 серпня 2013 у Wayback Machine.]   |
| 8              | «Mite Mite Kocchichi» (хореографічне відео) (яп. みてみて☆こっちっち) | дивитися [Архівовано 25 вересня 2013 у Wayback Machine.] |
| 9              | «Saraba, Itoshiki Kanashimitachi yo»                                  | дивитися [Архівовано 21 липня 2013 у Wayback Machine.]   |
| 9              | «Wee-Tee-Wee-Tee»                                                     | дивитися [Архівовано 25 липня 2013 у Wayback Machine.]   |
| 2-й альбом     | «Neo STARGATE»                                                        | дивитися [Архівовано 21 липня 2013 у Wayback Machine.]   |
| 2-й альбом     | «BIRTH Ø BIRTH»                                                       | дивитися [Архівовано 21 липня 2013 у Wayback Machine.]   |
| 10             | «GOUNN»                                                               | дивитися [Архівовано 5 грудня 2013 у Wayback Machine.]   |

## Нагороди
| Рік  | Премія                            | Категорія                      | Робота                               | Результат |
| ---- | --------------------------------- | ------------------------------ | ------------------------------------ | --------- |
| 2012 | 4th CD Shop Awards                |                                | Battle and Romance                   | Перемога  |
| 2013 | 2013 MTV Video Music Awards Japan | Найкраща хореографія           | «Saraba, Itoshiki Kanashimitachi yo» | Перемога  |
| 2013 | MTV Europe Music Awards           | Найкращий японський виконавець |                                      | Перемога  |